# Khirbet Çerkes
Khirbet Çerkes (Gabet-ül Çerkes en turc, خربة السركس, les ruines des Tcherkesses en français) est le nom arabe du village tcherkesse disparu de Mez, proche de Qisarya, dans la Palestine alors ottomane.
Repeuplé par des Arabes, il dépend du sous-district de Haïfa ; il est alors expulsé par Israël en 1948 comme des centaines d’autres villages.

## Géographie
Khirbet Çerkes était proche d’Hadera, entre Kfar Yona et Giv'at Alonim. Il était dominé par le château de Khirbet-Casta, appelé El-Qesatel par Arabes. Il appartenait au moutassarifat de Jérusalem.
À la fin de l’Empire ottoman et sous le mandat britannique, Khirbet Çerkes dépend du sous-district de Haïfa, situé 42 km au nord, et à 3 km au nord-est d’Hadera. Situé à une altitude moyenne de 25 m, sur une légère colline, à proximité immédiate de la grande route Hadera-Afoula ; il est classé comme un simple hameau.

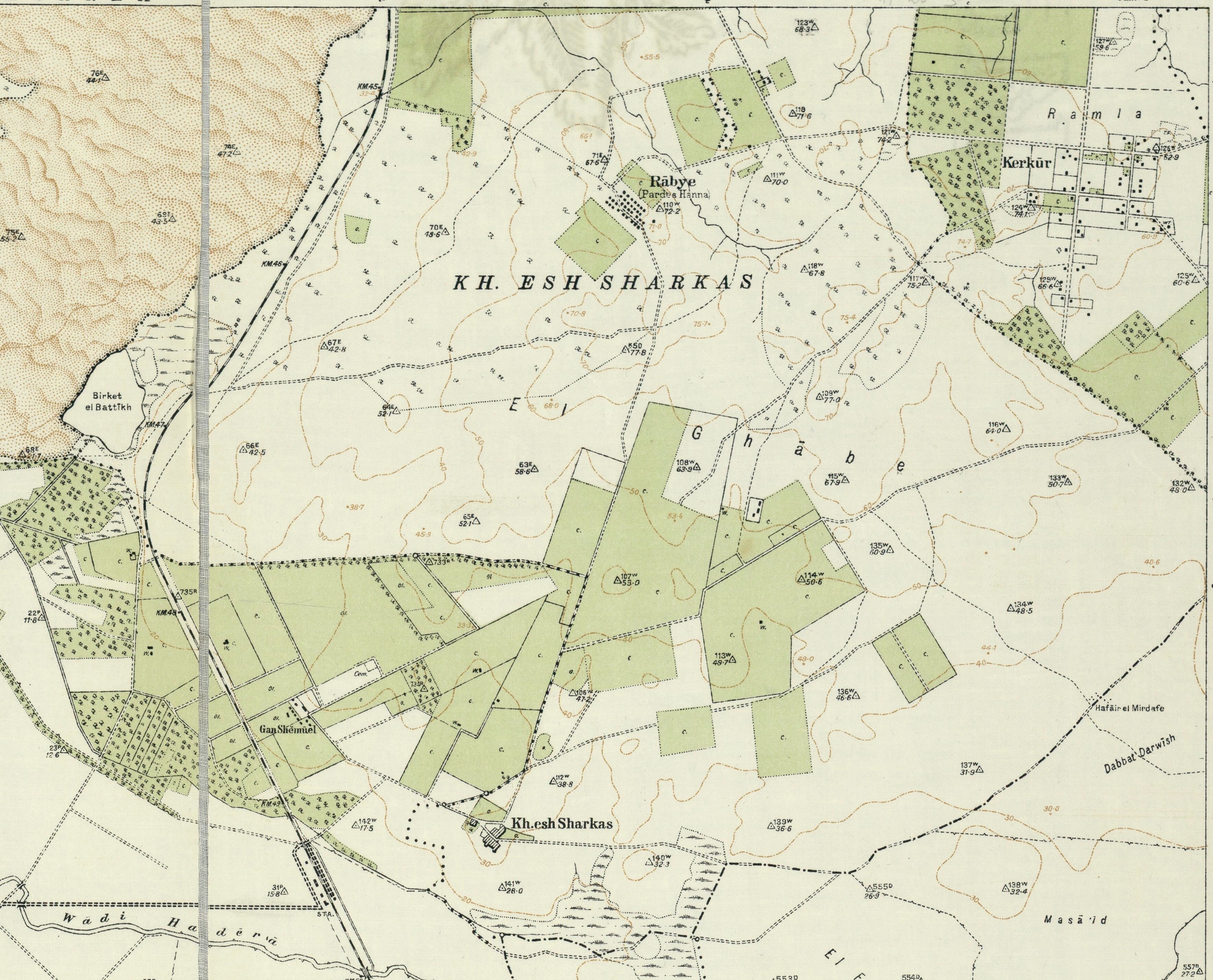
Khirbet Çerkes, carte de 1932 au 1:20 000.

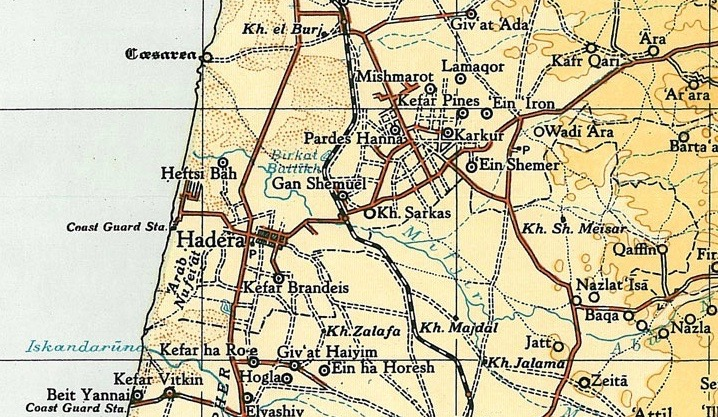
Khirbet Çerkes, carte de 1945 au 1:250 000.

## Histoire

### Migration des Tcherkesses
Les Tcherkesses arrivent au Moyen-Orient après avoir été expulsés de leur patrie en Ciscaucasie après le génocide circassien. Les Tcherkesses, qui ont combattu durant une guerre de cent ans contre la Russie, sont massacrés et expulsés par la Russie tsariste. L’Empire ottoman les accueille et leur permet de s’installer, d’abord en Macédoine et en Bulgarie d’où ils doivent partir après la conférence de Berlin. Les tribus circassiennes sont alors déplacées par bateau en Palestine et en Syrie, dans le vilayet de Beyrouth. L’empire ottoman les envoie sur le Golan pour séparer les Druzes et les Bédouins ; des communautés issues d’autres peuples, comme des Ossètes, des Tatars et des Turkmènes sont installées dans la même région.
Parmi eux, un groupe a fondé le village appelé Khirbet Çerkes par les Arabes, mais nommé Mez par les Tcherkesses (signifiant forêt en adyguéen, car installé près d’une forêt) et d'un marais après 1878. La proximité du marais cause des accès de malaria aux nouveaux habitants.
Dans les années 1880, des Juifs achètent des terres à des propriétaires absents et s’installent dans la région d’Hadera, proche de Khirbet Çerkes. Une liste de population de 1887 indique que Jerakes a 130 habitants musulmans et Tcherkesses.
Le kibboutz de Gan-Shmuel est créé en 1913, à environ 1 km du village.
Des conflits éclatent entre les Arabes privés de leurs terres et les Juifs ; dans ce conflit fait de raids et d’escarmouches, les Tcherkesses se retrouvent souvent du côté des Arabes, avec des Bosniaques installés à Qisarya.
En 1910, le village était toujours habité ; des Tcherkesses étaient aussi présents à Qisarya. En 1911, un conflit sur l’usage des terres s’élève entre les Tcherkesses de Mez/Khirbet Çerkes et les Juifs nouvellement installés à Hadera. En 1914, la plupart des Tcherkesses quittent Khirbet Çerkes pour rejoindre leurs compatriotes de l’actuelle Jordanie, vers Amman. Lewis estime qu’il est définitivement abandonné dans les années 1930. Les Tcherkesses abandonnent le village avant 1914 à cause d’une épidémie de malaria et d’affrontements entre colons juifs et musulmans tcherkesses, bosniaques (de Qisarya) et arabes de la région, pour s’installer en Jordanie actuelle, à Amman et Suwayla. Les Bosniaques quittent la région pour Haïfa et Naplouse. Des Arabes musulmans du village voisin de Baqa al-Gharbiyye s’installent alors sur le site.

### Mandat britannique
Au recensement de 1922 mené par les autorités britanniques, Kherbet al-Sharkas a une population de 74 habitants, tous musulmans ; au recensement de 1931, la population passe à 383 habitants, tous musulmans, et dont 366 Arabes.

### Guerre de 1948 et expulsion
En 1948, la population de Khirbet Çerkes est estimée à 751 habitants.
Alors que le Haut comité arabe avait ordonné l’évacuation des femmes et des enfants trois fois avant avril 1948, les habitants de Khirbet Çerkes n’avaient pas bougé. Décrit par Benny Morris comme un village amical, il est néanmoins vidé de sa population sur ordre de la Haganah, en application du volet du plan Daleth prévoyant le nettoyage de la plaine côtière des villages arabes. Les femmes et les enfants partent entre le 20 et le 22 avril, et les hommes quelques jours après. De nombreux habitants de Khirbet Çerkes se réfugient à Tulkarem.
Le moshav de Talmei Elazar est installé sur les terres du village en 1952.
En 1992, Walid Khalidi décrit ainsi l’endroit : « Des cactus [...] sont dispersés sur le site ; il n’y a aucune trace d’aucune maison ni de point de repère. Les terres du village sont utilisées par les fermiers israéliens pour leurs plantations d’agrumes et faire paître leur bétail ». Beaucoup des descendants des habitants expulsés vivent encore à Tulkarem, et sont appelés el-Sharkas ; en 1998, on estime le nombre de ces réfugiés à 4609.